# Grundständiges Studium
Als grundständiges Studium werden Studiengänge bezeichnet, die zu einem ersten Hochschulabschluss führen.

## Deutschland und Österreich
Als grundständige Studiengänge werden die im Zuge des Bologna-Prozesses neu eingeführten Bachelor-Studiengänge bezeichnet.
Konsekutive Masterstudiengänge sind dagegen immer postgradual, d. h. zur Zulassung ist immer ein erfolgreich abgeschlossener grundständiger Studiengang erforderlich. Weiterbildende Masterstudiengänge können unter bestimmten Umständen (z. B. Eignungsprüfung) auch mit einer abgeschlossenen Berufsausbildung und mehrjähriger Berufserfahrung absolviert werden, wenn die Ausbildung und Berufstätigkeit einen fachlichen Bezug zum Studium darstellen.
Grundständige Studiengänge, die direkt zu einem Masterabschluss führen, sind in Deutschland nach Vereinbarungen der Kultusministerkonferenz ausgeschlossen.
Diplom-Studiengänge sind in einigen Bundesländern auch nach Einführung des Bologna-Prozesses als grundständiges Studium durchgeführt worden, beispielsweise bietet die TU Chemnitz seit dem Wintersemester 2018/19 den Diplomstudiengang Mathematik wieder an (siehe hier auch: Diplom#Bologna-Prozess in Deutschland).

## Vereinigtes Königreich
Im Bildungssystem des Vereinigten Königreichs werden grundständige Studiengänge als undergraduate studies bezeichnet. Der Begriff entspringt dem englischen under (=unter) und dem Verb to graduate, dessen moderne Bedeutung das Erwerben eines ersten Hochschulabschlusses ist. Die Studiengänge dauern in der Regel drei, seltener auch vier oder fünf Jahre. Masterstudiengänge und Doktorstudiengänge werden dagegen als graduate studies (seltener auch postgraduate studies) bezeichnet, sie dauern in der Regel ein (course-based master), zwei oder drei (research-based master) Jahre.
In England und Schottland werden in manchen Fällen auch Masterabschlüsse für undergraduate studies vergeben, die drei, vier oder fünf Jahre dauern. Das Erlangen eines ersten Hochschulabschlusses mit der Benotung First class, Upper second class, oder Lower Second Class ist die Voraussetzung, um für die zweite Studienphase (postgraduate studies) zugelassen zu werden.

## USA und Kanada
Undergraduate-Programme gehören in den USA und Kanada zum tertiären Bildungsbereich, allgemeiner zu post-secondary education. Zugangsvoraussetzung ist in aller Regel ein High School Diploma.
Das Programm kann an einer University oder einem College absolviert werden. Die Gradbezeichnungen und Studiendauern sind nicht einheitlich geregelt, die Qualität der Lehre und die Fähigkeiten der Absolventen variieren sehr stark zwischen den Hochschulen; als „durchgängiges Bewertungs-System“ kann das Hochschulranking genannt werden. Beispielsweise gelten seit Jahrzehnten laut World’s Best Universities die Harvard University in den USA und die McGill University in Kanada als die jeweils beste Universität ihres Landes.
Die Grundformen der häufigsten akademischen Grade im Sinne einer „(Ein-)Fach“-Ausbildung bzw. Berufsbildung an Colleges sind das Associate Degree und der Bachelor, mit einer Studiendauer von 2 bzw. 3 oder (seltener) 4 Jahren, im
Sinne einer wissenschaftlichen Bildung an Universitäten, der Bachelor Honours (mindestens vierjähriges Diplomstudium mit Bachelor-Thesis). Eine Durchlässigkeit bzw. der Umstieg während des Studiums vom berufsspezifischen Associate Degree- bzw. Bachelor- zum wissenschaftlichen Bachelor Honours-Programm ist in der Regel nicht möglich. Zudem berechtigt der Bachelor Honours, im Gegensatz zu anderen Bachelor- bzw. Undergraduate-Varianten, unter bestimmten Voraussetzungen auch direkt zu Ph.D.-Studiengängen.
Die Studenten dieser Studiengänge werden als Undergraduates bezeichnet, mancherorts werden die Studenten der einzelnen Jahrgänge dabei als freshmen (oder neuerdings first year students) (erstes Jahr), sophomores (zweites Jahr), juniors (drittes Jahr) und seniors (viertes Jahr) bezeichnet. Masterstudiengänge als zweite Studienphase sowie Doktor-Studiengänge werden dagegen als graduate studies (seltener auch postgraduate studies) bezeichnet und in der Regel an Universitäten angeboten. Masterstudiengänge dauern ein bis zwei (course-based, „Ein-Fach“- oder Non-Thesis), oder zwei bis drei (Master mit research-based Thesis) Jahre. Zulassungsvoraussetzung zu wissenschaftlichen Masterstudiengängen (seltener auch direkt zu PhD-Programmen) an Spitzeninstitutionen sind ein universitärer Bachelor Honours mit mindestens cum laude Abschluss, die Vorlage eines ausführlichen Motivationsschreibens und eines wissenschaftlichen Master thesis proposal.
Der häufigere Three- und seltenere Four-Years Bachelor mit (Ein-)Fachausbildung ohne wissenschaftliche Arbeit gelten in der Regel als gleichwertig mit dem Bologna-Bachelor, der wissenschaftliche Bachelor Honours als äquivalent mit dem traditionellen Diplom und Magister sowie dem konsekutiven fünfjährigen Bologna-Master.